# Parasitaxus ustus
Parasitaxus ustus – gatunek krzewów z rodziny zastrzalinowatych (Podocarpaceae). Reprezentuje monotypowy rodzaj Parasitaxus D. J. de Laubenfels, 1972. Jest endemitem Nowej Kaledonii i jedynym pasożytem wśród nagonasiennych. Jego żywicielem jest przedstawiciel tej samej rodziny – Falcatifolium taxoides.

## Morfologia
PokrójGęsty krzew osiągający do 1,5 m wysokości. Jego zdrewniałe pędy okryte są drobnymi, szarymi łuskami.
LiścieŁuskowate, gruboszowate i czerwonawe. Ułożone są skrętolegle. Mają kształt trójkątny, na szczycie są zaostrzone. Osiągają tylko 1 mm długości.
Organy generatywneRośliny jednopienne. Kwiaty męskie skupione w owalne strobile. Mają 3 mm długości i 2 mm szerokości. Wyrastają na szypułach o długości 6 mm. Składają się z kilku trójkątnych mikrosporofili o zaostrzonych i wolnych końcach. Strobile żeńskie wyrastają na końcach pędów, wsparte 4–6 rozpostartymi łuskami. Strobile są kuliste, mają średnicę 3–4 mm. Powstaje w nich pojedyncze nasiono o średnicy 2,5 mm otoczone mięsistą łuską.